# Shawn Mendes: For Friends and Family Only (A Live Concert Film)
Shawn Mendes: For Friends and Family Only (A Live Concert Film) es una película de concierto protagonizada por el cantautor canadiense Shawn Mendes. Se estrenó a nivel mundial en cines seleccionados el 14 de noviembre de 2024. El filme muestra a Mendes interpretando todas las piezas de su quinto álbum de estudio, Shawn (2024), durante una gira íntima titulada «For Friends and Family Only».

## Sinopsis
Shawn Mendes interpreta el nuevo álbum «de arriba abajo» en el marco de una gira de conciertos íntima, «For Friends and Family Only».

## Antecedentes y producción
Para promocionar su quinto álbum de estudio, Shawn (2024), Mendes inició una gira íntima de conciertos en teatros por los lugares donde grabó el álbum. Anunciada como «for friends and family only», los recintos seleccionados tienen capacidad para entre 2000 y 3000 asistentes. Los conciertos comenzaron el 8 de agosto de 2024 en el Bearsville Theater de Woodstock, Nueva York, coincidiendo con el cumpleaños de Mendes y el lanzamiento de los primeros sencillos del álbum, «Why Why Why» e «Isn't That Enough». La gira concluyó en Seattle el 24 de octubre de 2024. El repertorio incluye todas las piezas de Shawn, interpretadas «de principio a fin».
El intérprete comentó que era la primera vez en dos años que actuaba ante un público numeroso, además de ser su debut tocando el álbum en vivo. También expresó su deseo de lanzar una película del concierto para que sus seguidores de todo el mundo pudieran experimentar las presentaciones.
Mendes anunció que retrasaría el lanzamiento de su quinto álbum, Shawn, del 18 de octubre al 15 de noviembre de 2024. El 10 de octubre, confirmó la publicación de la película de concierto asociada al álbum. La filmación tuvo lugar en el Bearsville Theater de Woodstock, Nueva York, con capacidad para 500 personas. Además de las actuaciones, incluye imágenes del cantante explicando la inspiración detrás de cada pista del álbum.

«Interpretar este álbum por primera vez en un entorno tan íntimo, rodeado de amigos cercanos, familiares y las personas que ayudaron a darle vida, fue realmente especial. Estoy deseando que los fans de todo el mundo sientan esa misma conexión a través de la película y puedan vivir los conciertos de Friends & Family antes del lanzamiento del álbum».
Shawn Mendes

## Lanzamiento
La película de concierto se estrenó el 14 de noviembre de 2024, la noche previa al lanzamiento del álbum Shawn. Se presentó por única ocasión en cines seleccionados a nivel mundial. El 24 de octubre, el cantante lanzó el tráiler del filme. El adelanto muestra un automóvil llegando a un autocine, mientras la película del concierto se proyecta en una pantalla grande entre árboles. En el avance, Mendes expresa que desea que el concierto «se sienta como luz [...] sin esfuerzo, divertido y libre».
Las entradas para las proyecciones mundiales estuvieron disponibles a través del sitio web oficial de la película.